# Jasir Arafat
Jasir Arafat (arab. ‏ياسر عرفات‎; ur. 24 sierpnia 1929 w Kairze jako Muhammad Abd ar-Rahman Abd ar-Ra’uf Arafat al-Kudwa al-Husajni, znany także jako Abu Ammar, zm. 11 listopada 2004 w Clamart) – polityk palestyński i przywódca tamtejszego ruchu wyzwoleńczego. Jeden z najbardziej znanych i kontrowersyjnych polityków arabskich na świecie.
Urodził się w Kairze. Z wykształcenia inżynier (ukończył studia na Uniwersytecie Kairskim). W latach 1952–1956 przewodniczący Ligi Studentów Palestyńskich. W 1956 roku wziął udział w wojnie sueskiej. W 1957 roku wyjechał do Kuwejtu, gdzie pracował jako inżynier. W 1958 roku współzałożyciel al-Fatah (Palestyński Ruch Wyzwolenia Narodowego) i jej przewodniczący. W kolejnych latach organizował palestyńską partyzantkę w Jordanii. W 1968 roku wszedł do Organizacji Wyzwolenia Palestyny (OWP) na czele której stał w latach 1969–2004. Po 1970 roku opuścił Jordanię po porażce w wojnie z tamtejszym rządem (Czarny Wrzesień). Wraz ze strukturami OWP przeniósł się do Libanu. W 1974 roku stanął na czele palestyńskiej delegacji na XXVII sesję ONZ, na której uznano OWP za jedyne legalne przedstawicielstwo narodu palestyńskiego (uzyskał dla OWP status obserwatora przy ONZ).
W 1982 roku w wyniku wojny libańskiej, opuścił Liban i założył nową kwaterę OWP w Tunisie. W 1988 roku ogłosił utworzenie państwa palestyńskiego i powołał rząd emigracyjny. W 1989 roku wybrany przez emigracyjny parlament na prezydenta. Na przełomie lat 80. i 90. rozpoczął rozmowy pokojowe z Izraelem. Porozumienia zawarte w Oslo w 1993 roku dały początek Autonomii Palestyńskiej w Gazie i na Zachodnim Brzegu. W uznaniu prowadzonych przez niego rozmów pokojowych otrzymał w 1994 roku Pokojową Nagrodę Nobla.
Proces pokojowy w praktyce wstrzymało powstanie rządu Binjamina Netanjahu. W latach 2001–2002 więziony przez władze izraelskie w swojej kwaterze w Ramallah. W ostatnich latach życia jego popularność w społeczeństwie palestyńskim malała, głównie w wyniku działań grup ekstremistycznych, które okazały się bardziej skuteczne i reprezentatywne dla ruchu palestyńskiego. Zmarł w 2004 roku.

## Życiorys

### Wczesne lata

#### Rodzina i dzieciństwo
Rodzina jego ojca, Abd ar-Ra’ufa al-Kudwa al-Husajniego częściowo pochodziła z Egiptu (babka Jasira była Egipcjanką). Abdel pochodził z Gazy, jednakże działalność biznesową jako kupiec włókienniczy prowadził w kairskiej dzielnicy As-Sakakini, która charakteryzowała się zróżnicowaniem religijnym mieszkańców. Matka Jasira, Zahwa Abu as-Sa’ud, według samego Arafata pochodziła z rodziny znanego kupca rybnego z wpływowego klanu al-Husajni z Jerozolimy. Teza, jakoby Arafat był spokrewniony z klanem al-Husajni, są podważane przez palestyńskiego historyka Sa’ida Abu Risza. W nieautoryzowanej biografii Abu Risz twierdzi, że młody Arafat starał się uwierzytelnić w Palestynie, mając w perspektywie swoje ewentualne aspiracje do przywództwa i... nie mógł sobie pozwolić na przyznanie się do jakichkolwiek faktów, które podważałyby jego palestyńską tożsamość... Arafat uparcie uwieczniał swoją legendę, że urodził się w Jerozolimie i był spokrewniony z klanem al-Husajni z tego miasta.
Oficjalnie urodził się pod nazwiskiem Muhammad Abd ar-Rahman Abd ar-Ra’uf Arafat al-Kudwa dnia 4 sierpnia 1929 roku w Jerozolimie. Miejsce i data urodzin są dyskusyjne – niektóre źródła podają Kair (24 sierpnia 1929, według kairskiego rejestru urodzeń) lub Strefę Gazy. Miał siedmioro rodzeństwa, a sam był drugim, licząc od najmłodszych, potomkiem. Okres jego dzieciństwa był rozdarty między Kair a Jerozolimę, co spowodowane było śmiercią jego matki w 1933 roku, przyczyną śmierci były dolegliwości nerek. Jasir w chwili śmierci matki miał cztery lata. Samotny ojciec nie będąc w stanie utrzymać siedmiorga dzieci odesłał Jasira i jego brata Fathiego do rodziny matki. Jasir wraz z bratem zamieszkali u wujka Salima Abu as-Sa’uda zamieszkałego w marokańskiej dzielnicy jerozolimskiego Starego Miasta. Jasir mieszkał z rodziną wujka przez cztery lata, a następnie trafił pod opiekę starszej siostry Inam. Arafat w późniejszych latach miał z ojcem złe kontakty, a gdy ten zmarł w 1952 roku, Arafat nie wziął udziału w pogrzebie ani nie odwiedził grobu ojca po powrocie do Gazy. Inam w wywiadzie dla biografa Arafata, brytyjskiego historyka Alana Harta, stwierdziła, że Jasir został kiedyś przez ojca mocno pobity. Do pobicia dojść miało, gdy Arafat z ciekawości udał się do dzielnicy żydowskiej Kairu w trakcie nabożeństw.

#### Edukacja
Uczęszczał na Uniwersytet Króla Fu’ada I, później przemianowany na Uniwersytet Kairski. W czasie pobytu w Kairze próbował zrozumieć judaizm i syjonizm, angażując się w dyskusje z Żydami oraz czytając publikacje Theodora Herzla i innych syjonistów. Stopniowo ulegał radykalizacji. W 1946 roku był już zadeklarowanym palestyńskim nacjonalistą. Zajmował się przemytem broni dla palestyńskich organizacji arabskich (w tym Armia Świętej Wojny czy Wyższy Komitet Arabski). W trakcie I wojny arabsko-izraelskiej na krótko opuścił uniwersytet i przedostał się do Palestyny. Dołączył do oddziałów Bractwa Muzułmańskiego (jednak nie przyłączył się do samej organizacji). Brał udział w walkach w rejonie Gazy, która stała się głównym polem bitwy wojsk egipskich w czasie trwania wojny. Na początku 1949 roku zakończył działalność zbrojną i powrócił do Kairu, gdzie ponowił studia inżynieryjne.
Na początku lat 50. przyjął imię Jasir, a jeszcze wcześniej jako partyzant przyjął imię Abu Ammar, obydwa imiona są związana z osobą Ammara ibn Jasira, będącego jednym z towarzyszy proroka Mahometa. W latach 1952–1956 pełnił funkcję przewodniczącego Ligi Studentów Palestyńskich. W 1956 ukończył uczelnię ze stopniem inżyniera budownictwa lądowego, a w czasie kryzysu sueskiego służył w armii egipskiej. W tym samym roku wziął udział w konferencji w czeskiej Pradze, w trakcie której włożył na głowę białą kufiję, która stała się następnie jego symbolem

#### Utworzenie Al-Fatahu
Po kryzysie sueskim z 1956 roku, prezydent Egiptu i lider ruchu Wolnych Oficerów, Gamal Abdel Naser zgodził się na stacjonowanie sił UNEF (United Nations Emergency Force (UNEF) – Doraźne Siły Narodów Zjednoczonych) na półwyspie Synaj i w Strefie Gazy w celu stabilizacji sytuacji w tych regionach. Stacjonowanie sił UNEF w regionie doprowadziło do wydalenia z tych obszarów wszystkich fedainów, w tym samego Arafata, który przebywał tam w tamtym okresie. Po tym wydarzeniu Arafat początkowo próbował uzyskać wizę do Kanady, a później do Arabii Saudyjskiej, jednak nie powiodło to się przy obu próbach. W 1957 roku z sukcesem ubiegał się o wizę do Kuwejtu będącego wówczas brytyjskim protektoratem. Wraz z pobytem w Kuwejcie zaprzyjaźnił się z Palestyńczykami – Salahem Chalafem znanym jako Abu Ijad i Chalilem al-Wazirem znanym jako Abu Dżihad, obydwoje byli członkami egipskiego oddziału Bractwa Muzułmańskiego. Arafat spotkał Abu Ijada w trakcie studiów na Uniwersytecie w Kairze, natomiast Abu Dżihada w trakcie pobytu w Gazie. Działacze ci stali się w przyszłości najbliższymi pomocnikami Arafata w polityce. Choć Arafat wyjechał do kraju w celu pracy jako inżynier, z pomocą Abu Dżihada otrzymał pracę jako nauczyciel.
Wraz z grupą uchodźców ze Strefy Gazy założył organizację al-Fatah. Dokładna data powstania organizacji nie jest znana, według części źródeł organizacja działała już w 1957 roku. Istnienie grupy zostało oficjalnie potwierdzone w 1959 roku na łamach palestyńskiego magazynu nacjonalistycznego, Filastinuna Nida al-Hajat redagowanego przez Abu Dżihada. Celem grupy było ustanowienie niepodległego państwa palestyńskiego drogą walki zbrojnej prowadzonej wyłącznie przez Palestyńczyków, odróżniało to więc grupę od innych organizacji nacjonalistycznych wierzących w osiągnięcie niepodległości na drodze wspólnych działaniach państw arabskich. Al-Fatah jest skrótem od arabskiego Harakat at-Tahrir al-Watani al-Filastini oznaczającego dosłownie: „Palestyński Ruch Wyzwolenia Narodowego”. Samo słowo Fatah jest tłumaczone jako „Podbój” (określenie powstało w czasach pierwszych arabsko-muzułmańskich podbojów). Organizacja Arafata nigdy nie przyjęła ideologii największych rządów arabskich w przeciwieństwie do innych frakcji palestyńskich, które stawały się satelitami państw takich jak Egipt, Irak, Arabia Saudyjska czy Syria. Zgodnie z ideologią Arafata, Al-Fatah odmówił przyjmowania darowizn na rzecz organizacji ze strony arabskich rządów, miało to na celu zupełnie niezależne działanie grupy. Al-Fatah unikał również sojuszy z grupami lojalnymi względem któregoś z państw. Zamiast dotacji od arabskich rządów, Arafat znalazł inny sposób powiększania kapitału grupy – przekonywał bogatych Palestyńczyków pracujących w Kuwejcie i innych krajach Zatoki Perskiej (m.in. w Katarze gdzie w 1961 roku poznał Mahmuda Abbasa) do finansowego wspierania działań grupy. Biznesmeni i pracownicy naftowi hojnie wspierali finansowo struktury al-Fatah. Arafat zadowolony z rezultatów pracy kontynuował pozyskiwanie funduszy w krajach takich jak Syria i Libia.
W 1962 roku Arafat i jego najbliżsi towarzysze wyemigrowali do Syrii, która od niedawna pozostawała w unii z Egiptem. Al-Fatah miał w tym czasie około trzystu członków, nie posiadał jednak oddziałów partyzanckich. W Syrii pozyskał nowych członków, co pozwoliło mu na organizację zbrojnych ataków przeciwko Izraelowi. Wielu Palestyńczyków do walki w szeregach al-Fatahu przekonały m.in. wysokie zarobki, które oferowała im organizacja. Zarobki rekrutów al-Fatahu były znacznie wyższe od tych, które dostawali żołnierze Armii Wyzwolenia Palestyny, a więc regularnych sił wojskowych Organizacji Wyzwolenia Palestyny. 31 grudnia 1962 roku drużyna Al-Asifa będąca zbrojnym skrzydłem Al-Fatahu próbowała przeniknąć na teren Izraela. Akcja nie udała się jednak na skutek zatrzymania partyzantów przez libańską armię. W późniejszym czasie odbyło się kilka ataków oddziałów Al-Fatahu, z których część była prowadzona osobiście przez samego Arafata. W okresie przebywania w Syrii został zamknięty w więzieniu Al-Mazza po tym, gdy zabity został oficer armii syryjskiej pochodzenia palestyńskiego, Jusuf al-Urabi. Al-Urabi przewodniczył spotkaniu zorganizowanemu w celu złagodzenia napięcia między Arafatem a inną organizacją palestyńską, Frontem Wyzwolenia Palestyny na czele z Ahmadem Dżibrilem, w spotkaniu nie uczestniczył jednak ani Arafat ani Dżibril, a jedynie członkowie grup delegowani w ich imieniu. Al-Urabi zginął w niejasnych okolicznościach w trakcie lub po zakończeniu spotkania. Al-Urabi był bliskim przyjacielem ówczesnego ministra obrony Syrii, Hafiza al-Asada w rezultacie czego na rozkaz ministra, Arafat i jego towarzysze zostali uznani winnymi śmierci al-Urabiego i skazani na karę śmierci. Na krótko po ogłoszeniu wyroku Salah Dżadid doprowadził do zwolnienia działaczy Al-Fatahu. Incydent doprowadził do tego, że gdy w późniejszym czasie al-Asad został prezydentem Syrii, między nim a Arafatem istniała wrogość, a al-Fatah stopniowo przeniósł się z Syrii na obszary jordańskie zamieszkiwane przez liczną ludność palestyńską.

#### Przyłączenie do OWP i bitwa o Al-Karamę
13 listopada 1966 roku Izrael rozpoczął akcję zbrojną przeciwko siłom jordańskim w mieście As-Samu na obszarze Zachodniego Brzegu. W odpowiedzi na atak Izraela, al-Fatah przeprowadził w pobliżu południowej zielonej linii kilka zamachów bombowych, w których zginęło trzech członków izraelskich służb bezpieczeństwa. Akcje Fatahu nie przyniosły większego rezultatu, ponieważ w walkach z Izraelczykami ginęło wielu żołnierzy jordańskich, a 125 domów zostało zrównanych z ziemią. Akcja wojska izraelskiego uważana jest za jeden z czynników, które doprowadziły do wojny sześciodniowej z 1967 roku. Wojna sześciodniowa rozpoczęła się po tym, gdy 5 czerwca 1967 roku siły lotnicze izraelskiej armii przeprowadziły naloty przeciwko lotnictwu egipskiemu. Wojna zakończyła się klęską sił arabskich oraz izraelską okupacją kilku terytoriów zamieszkanych przez Arabów, w tym Zachodniego Brzegu i Strefy Gazy. Choć przywódca Egiptu, Abdel Naser i jego sojusznicy zostali pokonani, to Fatah i Arafat mogą uznać konflikt za swój sukces – jeśli do tej pory większość Palestyńczyków sympatyzowała z którymś z arabskich rządów, od tamtej pory zaczęło panować (zgodne z programem al-Fatahu) przekonanie o nieuchronności czysto palestyńskiego rozwiązania konfliktu z Izraelem. Wiele ruchów narodowowyzwoleńczych w tym Ruch Arabskich Nacjonalistów Georges’a Habasza, Wyższy Komitet Arabski Al-Hadżdża Muhammada Amin al-Husajniego, Islamski Front Wyzwoleńczy czy kilka grup prosyryjskich praktycznie się rozsypało po porażce ich sojuszników. Zaledwie tydzień po klęsce wojny sześciodniowej, Arafat w przebraniu przekroczył rzekę rzekę Jordan i przekroczył granicę Zachodniego Brzegu. Na palestyńskich terenach utworzył centra rekrutacyjne Fatahu w Jerozolimie, Hebronie, Nablusie. W tym czasie przyciągnął do swojego ruchu zarówno bojowników, jak i sponsorów. Naser skontaktował się poprzez byłego doradcę rządu, Mohammeda Hejkala z samym Arafatem, a następnie ogłosił go „przywódca Palestyńczyków”. W grudniu 1967 roku do dymisji jako przewodniczący OWP podał się Ahmad asz-Szukajri. Do ustąpienia asz-Szukajriego doprowadził sam Arafat. Następnym przewodniczącym grupy został Jahja Hammuda, Hammuda zaprosił Arafata i al-Fatah do przyłączenia się w szeregi OWP. Fatah otrzymał 33 ze 105 miejsc w Komitecie Wykonawczym OWP, a pozostałe 57 miejsc otrzymało kilka innych ugrupowań partyzanckich.
Po wojnie sześciodniowej Izrael zaczął atakować organizacje palestyńskiego ruchu oporu. W roku 1968 zaatakował Al-Fatah i inne grupy zbrojnego oporu w jordańskiej wiosce Al-Karama. Miejscowość była siedzibą al-Fatahu oraz miejscem, gdzie znajdował się obóz dla palestyńskich uchodźców. Nazwa miejscowości oznacza w języku arabskim słowo godność, co podwyższyło rangę bitwy. Operacja wojska izraelskiego przeciwko wiosce było odpowiedzią na ataki rakietowe palestyńskich bojówek z terenów okupowanego Zachodniego Brzegu. Według Sa’ida Abu Risza, rząd Jordanii i członkowie komand al-Fatahu poinformowali Arafata przed atakiem, że Izrael szykuje na dużą skalę uderzenie na miejscowość. Informacja ta miała skłonić nowo utworzone grupy fedainów takie jak Ludowy Front Wyzwolenia Palestyny (LFWP) Georges’a Habasza i Demokratyczny Front Wyzwolenia Palestyny Najefa Hawatmeha (DFLWP) do wycofania się z Al-Karamy. Choć będący zwolennikiem Fatahu, dowódca jordańskiej dywizji zachęcał Arafata do wycofania swoich ludzi i przeniesienie siedziby w pobliskiej wzgórza, Arafat odmówił, twierdząc że: Chcemy [Fatah] przekonać świat że w świecie arabskim są tacy ludzie którzy nie uciekną ani nie wycofają się. Według Abu Risza, armia jordańska zgodziła się na wsparcie zbrojne fedainów al-Fatahu jeśli nastąpią cięższe walki.
W nocy 21 marca Siły Obronne Izraela zaatakowały al-Karamę z wykorzystaniem broni ciężkiej, pojazdów opancerzonych i myśliwców. Oddziały fedainów przygotowały zasadzkę i zaatakowały izraelskie wojsko. Jako że siły izraelskie nie były w stanie zająć miejscowości, nasiliły one akcje militarne, w rezultacie czego jordańska armia wsparła Palestyńczyków. Izrael w obawie przed rozszerzeniem konfliktu wycofał się. W walce zginęło 150 bojowników palestyńskich, a więc ruch oporu poniósł większe straty. Fatah uznał jednak bitwę za swoje zwycięstwo ze względu na fakt wycofania się izraelskiej armii. Według części źródeł Arafat uczestniczył w bitwie, według innych źródeł w tym izraelskiego wywiadu Mosadu był on obecny na polu bitwy, jednak nie wziął bezpośredniego udziału w wymianie ognia.
Bitwa została szczególnie omówiona w mediach, a w dniu 13 grudnia 1968 roku twarz Arafata pojawiła się na okładce wydania magazynu Time co po raz pierwszy spopularyzowało go poza światem arabskim. Sam Arafat i al-Fatah znalazły się po bitwie w punkcie zwrotnym, a sam lider ugrupowania zaczął być uważany za bohatera narodowego. Arafat zyskał sympatyków w całym świecie arabskim, a darowizny finansowe znacząco wzrosły, co przyczyniło się do poprawy jakości uzbrojenia i sprzętu oddziałów al-Fatahu. Znacznie zwiększył się potencjał liczebny Fatahu, do którego wstąpiły tysiące młodych Arabów, w tym wiele osób niepalestyńskiego pochodzenia. 3 lutego 1969 roku Arafat po raz pierwszy pojawił się w Kairze na sesji palestyńskiego parlamentu i został wybrany na przewodniczącego Komitetu Wykonawczego Wyzwolenia Palestyny. Dwa lata później został wybrany naczelnym dowódcą Palestyńskich Sił Rewolucyjnych, a w 1973 roku został wybrany przewodniczącym wydziału politycznego OWP.

### Czarny Wrzesień

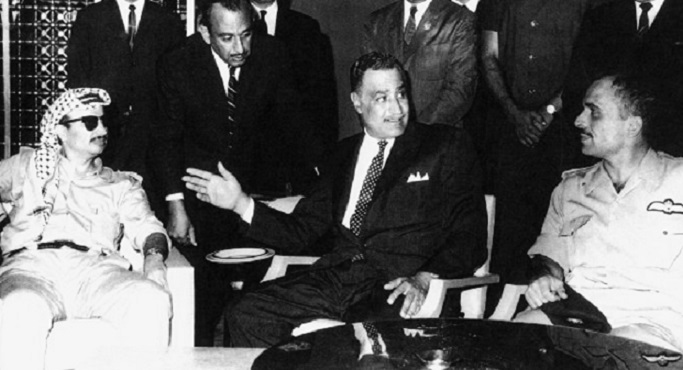
Arafat z prezydentem Egiptu Gamalem Abdelem Naserem i jordańskim królem Husajnem w trakcie rozmów pokojowych w sprawie zakończenia konfliktu w Jordanii

Pod koniec lat 60. XX wieku między palestyńskimi grupami ruchu oporu a rządem jordańskim narastały napięcia. Uzbrojone organizacje palestyńskie stworzyły w Jordanii swoiste „państwo w państwie” aż w końcu objęło kontrolę nad kilkoma pozycjami strategicznymi tego kraju w tym nad rafinerią ropy Az-Zarka. Król Husajn ibn Talal uznał rosnący wpływ oddziałów palestyńskich za zagrożenie dla suwerenności i bezpieczeństwa królestwa przez co zdecydował się na próbę rozbrojenia milicji. Początkowo w celu uniknięcia konfrontacji zbrojnej, Husajn wydalił ze swojego rządu kilku urzędników będących przeciwnikami OWP (w tym przedstawicieli własnej rodziny) i poprosił Arafata aby ten przyjął urząd premiera Jordanii. Arafat odrzucił królewską propozycję oznajmiając, że jego politycznym celem jest utworzenie niepodległego państwa palestyńskiego. Pomimo interwencji Husajna, oddziały palestyńskie kontynuowały swoje działania bojowe na terenie Jordanii. 15 września 1970 roku Ludowy Front Wyzwolenia Palestyny porwał pięć samolotów, a trzy z nich umieścił na lotnisku Dawson Field znajdującym się 30 mil (48 kilometrów) na wschód od Ammanu. Po tym gdy pasażerowie zostali przeniesieni w inne miejsca, samoloty zostały przez bojowników wysadzone. Akcja LFWP nadszarpnęła wizerunek Arafata w wielu krajach zachodnich, w tym Stanach Zjednoczonych, które błędnie twierdziły, że jest on odpowiedzialny za kontrolę nad poszczególnymi frakcjami partyzanckimi należącymi do OWP. Sam Arafat, pod wpływem presji ze strony rządów arabskich, publicznie potępił porwania i na kilka tygodni zawiesił LFWP od wszelkich działań partyzanckich (takie samo działanie podjął po ataku tejże organizacji na lotnisko w Atenach). Już na następny dzień po zamachu rząd jordański rozpoczął próbę rozbicia sił palestyńskich, a w tym celu król ogłosił wprowadzenie stanu wojennego. W tym samym dniu Arafat został wybrany naczelnym dowódcą Palestyńskiej Armii Wyzwolenia – regularnej siły wojskowej OWP.
Gdy w Jordanii wybuchła regularna wojna między Palestyńczykami a rządem królewskim, rządy arabskie próbowały negocjować pokojowe rozwiązanie. Naser zwołał pierwszy nadzwyczajny szczyt Ligi Państw Arabskich, który odbył się w Kairze w dniu 21 września. Przemowa wygłoszona przez Arafata zyskała aprobatę przywódców uczestniczących w szczycie. Część przywódców wprost wystąpiła przeciwko Husajnowi, a najostrzej o nim wypowiedział się przywódca Libii pułkownik Mu’ammar al-Kaddafi, który wyśmiał króla. Na spotkaniu udało się wypracować zawieszenie broni, jednak Naser zmarł na zawał serca już godzinę po szczycie, a walki już wkrótce wznowiono. OWP zyskało wsparcie ze strony Syrii, która 200 czołgami najechała na Jordanię, interwencja ta zakończyła się jednak niepowodzeniem, a niebawem Palestyńczycy utracili pomoc ze strony Syrii na skutek puczu w tym kraju. Zaangażowane też zostały USA i Izrael: Amerykańska marynarka wojenna przemieściła swoją Szóstą Flotę do wschodniej części Morza Śródziemnego, a Izrael rozmieścił swoje oddziały tak, aby były gotowe do niesienia pomocy zagrożonej Jordanii. Do 25 września armia jordańska odzyskała przewagę, a OWP zgodziła się na zawieszenie broni. 27 września, Arafat przyjął ofertę zawieszenia broni zgłoszoną przez króla. Wojsko jordańskie w trakcie kampanii zadało Palestyńczykom ciężkie straty, a w konflikcie zginęło wielu palestyńskich cywili (około 3500).
Po zawarciu w Ammanie zawieszenia w dalszym ciągu dochodziło do pojedynczych starć wzniecanych zarówno przez OWP, jak i jordańskie siły zbrojne. Arafat po serii starć wezwał do obalenia króla Husajna, a w czerwcu 1971 roku król nakazał swoim siłom zbrojnym wyparcie wszystkich palestyńskich bojowników pozostałych w północnych Jordanii. Arafat wraz z dwoma wysokiej rangą dowódcami – Abu Ijadem i Abu Dżihadem – zostali zmuszeni do wycofania się w sam róg północnej Jordanii. Przywódcy OWP przenieśli się do miasta Dżarasz znajdującego się w pobliżu granicy z Syrią. Z pomocą propalestyńskiego członka gabinetu Jordanii, Muniba al-Masriego oraz ambasadora Arabii Saudyjskiej w Jordanii, Fahda al-Chomainiego, Arafatowi udało się wraz z dwoma tysiącami bojowników przekroczyć granicę Syrii. Ze względu na wrogie stosunki między Arafatem a prezydentem Syrii al-Asadem, oddziały Arafata udały się do bardziej odległego Libanu gdzie połączyły się z siłami OWP stacjonującymi już w tym kraju. Syria przyjęła jedynie resztki rozbitych oddziałów palestyńskich z Adżlunu. W Libanie powstała nowa siedziba OWP.

### Liban

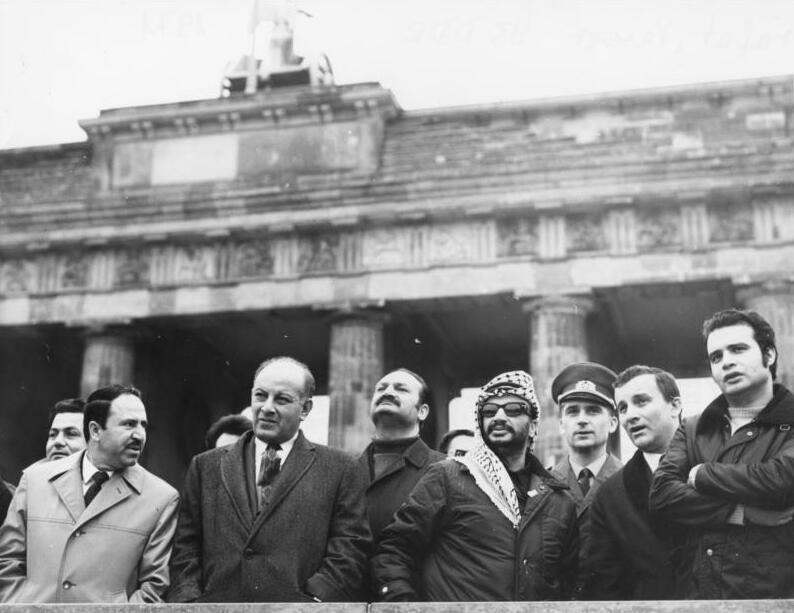
Arafat, Berlin (1971)

Wskutek Czarnego Września dotychczasowe struktury wojskowe i polityczne ruchu, zarówno należące do OWP, jak i do konkurujących z nią formacji, zostały w znacznej mierze zniszczone. Równocześnie wśród Palestyńczyków wzmocniło się dążenie do utworzenia własnego państwa, a formacje palestyńskie jeszcze się zradykalizowały, co było szczególnie widoczne w latach 1971–1973. Z powodu słabości libańskiego rządu osłabione OWP była w stanie działać tam niemal jak niezależne państwo. W latach 70. lewicowe frakcji OWP przeprowadziły szereg akcji militarnych zarówno na terenie Izraela, jak i poza nim. W 1972 roku doszło do prawdziwej fali zamachów dokonywanych przez palestyńskie milicje i służby bezpieczeństwa Izraela. W tym roku organizacja Czarny Wrzesień, uważana przez część źródeł za jedną z odnóg Al-Fatah porwała w Wiedniu samolot linii lotniczych Sabena i zmusiła go do lądowania na międzynarodowym porcie lotniczym Tel Awiw-Ben Gurion w Izraelu. W niezbyt odległym czasie doszło do ataku Ludowego Frontu Wyzwolenia Palestyny wspartego przez Japońską Armię Czerwoną na to samo lotnisko. W tym samym roku nasilił się też terror izraelski wobec Palestyńczyków, w zamachu bombowym zorganizowanym przez Mosad w Bejrucie zginął rzecznik LFWP Ghassan Kanafani. Już dwa dni po zabójstwie Kanafaniego doszło do odwetowej serii zamachów bombowych zorganizowanych przez rozmaite frakcje OWP.
We wrześniu 1972 roku Czarny Wrzesień porwała i zabiła w czasie Igrzysk Olimpijskich w Monachium 11 izraelskich sportowców. Zamach został potępiony przez opinię międzynarodową w sam Arafat potępił zamachy, a następnie doprowadził do zakończenia działalności Czarnego Września. Arafat rozkazał OWP wstrzymać akty przemocy poza terytorium Izraela, Zachodniego Brzegu i Strefy Gazy.
W 1974 roku, Palestyńska Rada Narodowa będąca organem legislacyjnym OWP zatwierdziła Program dziesięciu punktów sporządzony przez Arafata i jego doradców. Rada zaproponowała kompromis z Izraelczykami i zaproponowała utworzenie Autonomii Palestyńskiej na obszarach wschodniej Jerozolimy, Strefy Gazy i dzisiejszego Zachodniego Brzegu.
W 1974 roku w trakcie szczytu Ligi Arabskiej w Rabacie, OWP zostało przez organizacje uznane za jedynego legalnego przedstawiciela narodu palestyńskiego a samej organizacji przyznano pełne członkostwo w Lidze. Arafat był pierwszym przedstawicielem organizacji pozarządowej, któremu pozwolono przemawiać na sesji plenarnej Organizacji Narodów Zjednoczonych. W trakcie swojego przemówienia potępił on syjonizm, a jego przemowa spowodowała falę sympatii międzynarodowej wobec sprawy palestyńskiej. Arafat w symboliczny sposób przemawiał trzymając gałązkę oliwną i pozbawiony pocisków pistolet co miało wskazać na jego pokojowe zamiary, ponadto Arafat zadeklarował, że nie pozwoli w przyszłości na rezygnacje z tychże zamiarów.
Izrael wielokrotnie usiłował zabić Arafata, jednak nigdy nie korzystał z własnych środków, zamiast tego Izraelczycy angażowali w to Palestyńczyków zmuszanych zazwyczaj do tego szantażem. Według Alana Harta, specjalnością Mosadu były trucizny. Według Abu Ijada w latach 70. Mosad podjął się prób zabicia Arafata za ich pomocą. W 1976 roku palestyński zdrajca i agent Mosadu Said dostał zadanie otrucia Arafata poprzez umieszczenie trującej substancji w ryżu w posiłku Arafata. Według Abu Ijada, Said po roku przyznał się do tego, że otrzymał taki rozkaz, a z braku jego wywiązania wytłumaczył się wyrzutami sumienia i palestyńskim pochodzeniem które nie pozwoliło mu na zabicie lidera OWP. Sam Arafat w wywiadzie dla pisma The Time z 1988 roku przyznał, że z powodu lęku przed izraelskim zamachem nigdy nie spał dwa dni z rzędu w tym samym miejscu.

#### Okres libańskiej wojny domowej
Odegrał ważną rolę w libańskiej wojnie domowej. Włączył al-Fatah do działań wojennych pod presją grup OWP takich jak LFWP, DFWP i Front Wyzwolenia Palestyny. OWP sprzymierzyła się z libańskimi naserystami z koalicji Libańskiego Ruchu Narodowego oraz z tamtejszymi komunistami. Ruch Narodowy był prowadzony przez Kamala Dżumblatta z Socjalistycznej Partii Postępu, Dżumblatt miał przyjazne relacje z Arafatem, jak i innymi przywódcami OWP. Początkowo siły al-Fatahu wsparł prezydent Syrii Hafiz al-Asad, który jednak następnie zmienił front obawiając się utraty wpływów w Libanie i wysłał swoje wojsko które wraz z prosyryjskimi frakcjami palestyńskimi, czyli grupą As-Sa’ika i Ludowym Frontem Wyzwolenia Palestyny – Dowództwem Generalnym walczyły u boku prawicowo-radykalnych sił chrześcijańskich przeciwko OWP i Ruchowi Narodowemu. Podstawowymi elementami sił chrześcijańskich były maronicka Falanga Libańska wierna Baszirowi al-Dżumajilowi oraz milicje Tygrysów prowadzone przez Danego Szamuna.
W lutym 1975 roku, propalestyński parlamentarzysta libański, Maarouf Saad, został zastrzelony, a za zamachem stała prawdopodobnie libańska armia. W następnym miesiącu siły Falangi dokonały masakry 27 Palestyńczyków i Libańczyków podróżujących autobusem linii Sabra-Szatila z obozu dla uchodźców do innego obozu, Tall az-Zataru położonego w Bejrucie. Arafat nie chciał siłowego odwetu, jednak członkowie al-Fatahu i OWP było innego zdania, a DFWP na własną rękę przeprowadził kilka odwetowych ataków na armię libańską. W 1976 roku sojusz milicji chrześcijańskiej z poparciem armii libańskiej i syryjskiej przystąpił do oblężenia Tall az-Zataru. Tall az-Zatar po sześciomiesięcznym oblężeniu padło pod naporem sił chrześcijańskich. Siły chrześcijańskie następnie przystąpiły do masakr. W wyniku oblężenia i późniejszych masakr zginęły tysiące Palestyńczyków. Zarówno Abu Dżihad, jak i Arafat obwiniali się za nie powodzenie z organizacją akcji ratunkowej.
Pod koniec lat 70. OWP zorganizowało serię przygranicznych ataków na sił izraelskie. W odpowiedzi siły zbrojne Izraela w 1978 roku rozpoczęły operację Litani skierowaną przeciwko OWP. W operacji wojska izraelskie wsparły siły libańskich chrześcijan. Celem misji było przejęcie kontroli nad południowym Libanem aż do rzeki Litani. Izrael osiągnął ten cel, a OWP wraz z Arafatem wycofało się na północ, do Bejrutu. Armia izraelska i Armia Południowego Libanu zajęły wąski pas ziemi, określony jako strefa bezpieczeństwa. W dalszym ciągu dochodziło do przygranicznych starć w rezultacie czego w sierpniu 1981 roku OWP przyjęło trwającą do maja 1982 roku oficjalną politykę powstrzymywania się od odpowiedzi na izraelskie prowokacje.
6 czerwca 1982 roku wojsko izraelskie rozpoczęło inwazję na Liban w celu ponownego wydalenia sił OWP z południa Libanu. Wkrótce wojska izraelskie rozpoczęły oblężenie i bombardowanie Bejrutu. Arafat ogłosił, że Bejrut jest Hanoi i Stalingradem dla izraelskiej armii. Arafat rozpoczął swoją osobistą wojnę z Arielem Szaronem. Szaron powiedział potem, że miał okazję zabicia Arafata w Bejrucie, ale zrezygnował z tego zamiaru. Sam Arafat ledwo uszedł śmierci w innej sytuacji, ale 200 osób zginęło, gdy kierowana laserem izraelska bomba zniszczyła budynek mieszkalny, z którego wyszedł chwilę wcześniej. Izraelskie inwazje na Liban i masakra palestyńskich cywilów pogłębiła nienawiść między Palestyńczykami a ówczesnym ministrem obrony Szaronem, którego izraelska komisja badająca wydarzenia w Libanie uznała za odpowiedzialnego za dopuszczenie do masakry i zmusiła do rezygnacji ze stanowiska. Arafat był teraz atakowany ze wszystkich stron – libańskich chrześcijan, Syryjczyków i Izrael. Prezydent Syrii al-Asad zachęcał członków Al-Fatah do buntu przeciwko Arafatowi. Wraz z zakończeniem pierwszej fazy wojny domowej, Arafat dowodzący siłami al-Fatahu w Tel al-Zaatarze, ledwo co i dzięki pomocy saudyjskich i kuwejckich dyplomatów uciekł z pogrążonego w ciężkich walkach miasta.
Pod koniec oblężenia miasta, USA i zaangażowane politycznie w konflikt państwa europejskie wynegocjowały umowę na skutek której Arafatowi i OWP zagwarantowano bezpieczną ewakuację. Miejscem wygnania miał być Tunis. Ewakuacja osłaniana była przez ośmiuset żołnierzy United States Marine Corps i United States Navy.
Arafat powrócił jeszcze do Libanu rok po jego ewakuacji z Bejrutu, tym razem przybył do znajdującego się w północnym Libanie miasta Trypolis. Tym razem został on wygnany z miasta przez palestyńskich bojowników wiernych al-Asadowi. Arafat nie powrócił już do Libanu, zrobiło to jednak wielu bojowników al-Fatahu.

### Tunezja
Palestyński przywódca wraz z całym kierownictwem organizacji al-Fatah do 1993 roku przebywał w Tunezji.
W 1985 roku Arafat przeżył zamach przeprowadzony przez izraelską armię w ramach operacji Drewniana Noga w ramach której izraelskie samoloty McDonnell Douglas F-15E Strike Eagle zbombardowały siedzibę OWP. Arafat uniknął śmierci, gdyż ranka kiedy odbyło się bombardowanie, udał się on na poranny jogging. Izrael stwierdził, że w ataku około 60 członków OWP zostało zabitych. Ponadto zginęła nieznana liczba cywili. W rezolucji 573, Rady Bezpieczeństwa Organizacji Narodów Zjednoczonych, zatwierdzonej jednogłośnie (Stany Zjednoczone wstrzymały się od głosu), potępiano atak, jako rażące naruszenie suwerenności Tunezji oraz uznano, iż zaatakowana strona ma prawo do otrzymania odpowiedniego odszkodowania.

#### Pierwsza intifada
W latach 80. XX wieku Arafat otrzymywał pomoc finansową z Iraku, Libii i Arabii Saudyjskiej która pozwoliła mu zrekonstruować osłabioną OWP. Było to szczególnie przydatne w czasie pierwszej intifady rozpoczętej w grudniu 1987 roku. Intifada była powstaniem Palestyńczyków skierowanym przeciwko izraelskiej okupacji Zachodniego Brzegu i Strefy Gazy. Intifada w języku arabskim dosłownie przetłumaczyć można jako strząsanie, lecz określenie to powszechnie definiowane jest jako powstanie lub bunt. Pierwszy etap Intifady rozpoczął się w następstwie wypadku drogowego w przejściu granicznym Erez w którym z winy izraelskiego kierowcy zginęło czterech palestyńskich mieszkańców obozu dla uchodźców Dżabalija. Wśród Palestyńczyków powszechne były pogłoski według których wypadek był świadomie przeprowadzonym zamachem. W przeciągu kilku tygodni wybuchły masowe zamieszki częściowo kierowane przez Abu Dżihada będącego jednym z liderów OWP. Po tym gdy Abu Dżihad został zabity przez izraelski szwadron śmierci we własnym domu w Tunisie, przywództwo nad trwającym aż do 1992–1993 roku powstaniem objął Arafat. Arafat osobiście poprowadził kondukt pogrzebowy Abu Dżihada w Damaszku.
Najczęściej stosowaną w trakcie wystąpień taktyką Palestyńczyków było palenie opon oraz rzucanie kamieniami (stąd potoczna nazwa Intifada kamieni) i koktajlami Mołotowa w izraelskie służby bezpieczeństwa. Lokalni przywódcy w niektórych miastach na Zachodnim Brzegu prowadzili również akcje protestacyjne pod postacią oporu podatkowego czy innych form bojkotu Izraela. Rząd Izraela odpowiadał konfiskatami dużych sum pieniędzy przeprowadzanymi w trakcie nalotów na arabskie domostwa.
W chwili upadku Intifady gwałtownie wzrosło poparcie dla nowych zbrojnych grup palestyńskich w tym Hamasu i Palestyńskiego Islamskiego Dżihadu. Grupy te były radykalniejsze od OWP i przyjęły bardziej agresywną strategię dopuszczającą ataki na izraelskich cywilów oraz ataki samobójcze.

#### Zmiana kierunku
15 listopada 1988 roku OWP ogłosiła utworzenie niepodległego państwa palestyńskiego i rząd na uchodźstwie, który zgłaszał roszczenia do całej Palestyny, zdefiniowanej przez Brytyjski Mandat Palestyny, odrzucając ideę podziału. W przemówieniach w ONZ z 13 i 14 grudnia 1988 Arafat poparł rezolucję Rady Bezpieczeństwa ONZ, uznał prawo do istnienia Izraela w pokoju i bezpieczeństwie oraz odrzucił terroryzm (o który sam był przez krytyków oskarżany) we wszystkich formach, włączając w to terroryzm państwowy.
Oświadczenie Arafata zostało poparte przez USA, które naciskały na uznanie Izraela jako konieczny punkt wyjścia do rozmów między USA a OWP, a w konsekwencji do negocjacji pokojowych w Camp David. Było to odejście od jednego z pierwotnych celów OWP – zniszczenia Izraela – w kierunku utworzenia dwóch oddzielnych jednostek politycznych: państwa Izrael w granicach z linii demarkacyjnej z 1949 roku i państwa palestyńskiego składającego się z dwóch terytoriów – Zachodniego Brzegu oraz Strefy Gazy. Jednak 2 kwietnia 1989 Arafat został wybrany przez Palestyńską Radę Narodową na prezydenta państwa palestyńskiego.
17 lipca 1990 roku Arafat ożenił się z Suhą Tawil, palestyńską katoliczką pracującą dla OWP w Tunezji, która przeszła uprzednio na islam. Jeszcze przed ślubem Arafat adoptował pięćdziesiąt palestyńskich sierot wojennych.

Jasir Arafat z Billem Clintonem i Ehudem Barakiem

W czasie madryckich rozmów pokojowych w roku 1991 Izrael po raz pierwszy prowadził otwarte negocjacje z OWP. Arafat jako jeden z nielicznych arabskich przywódców poparł agresję Iraku na Kuwejt i sprzeciwiał się kierowanej przez USA antyirackiej koalicji. Po poparciu przez Arafata Iraku Stany Zjednoczone zaczęły go bojkotować, utrudniając trwające izraelsko-palestyńskie negocjacje pokojowe. Poprzez decyzję Arafata Palestyna zerwała stosunki z Egiptem, jak i wieloma produkującymi ropę krajami arabskimi które wsparły proamerykańską koalicję. Poparcie Arafata względem Iraku odbyło się bez zgody innych czołowych członków al-Fatahu i OWP. Najważniejszy doradca Arafata, Abu Ijad sprzeciwił się sojuszowi z Saddamem Husajnem i obiecał pozostać neutralnym przez co 17 stycznia 1991 roku, Ijad został zabity w zamachu dokonanym przez Organizację Abu Nidala. Po zakończeniu I wojny w Zatoce Perskiej wiele państw arabskich, które uczestniczyło w koalicji, rozpoczęło udzielanie wsparcia finansowego rywalom OWP, a mianowicie Hamasowi oraz innym grupom o profilu islamistycznym, tym samym państwa te odcięły pomoc finansową dla OWP.
W dniu 7 kwietnia 1992 roku Arafat ledwo uniknął śmierci, gdy samolot linii Air Bissau (linii narodowej Gwinei Bissau), którym leciał, nieomal nie rozbił się na Pustyni Libijskiej na skutek burzy piaskowej. W katastrofie zginęło dwóch pilotów i inżynier, Arafat został natomiast ranny.

### Autonomia Palestyńska

#### Porozumienie z Oslo

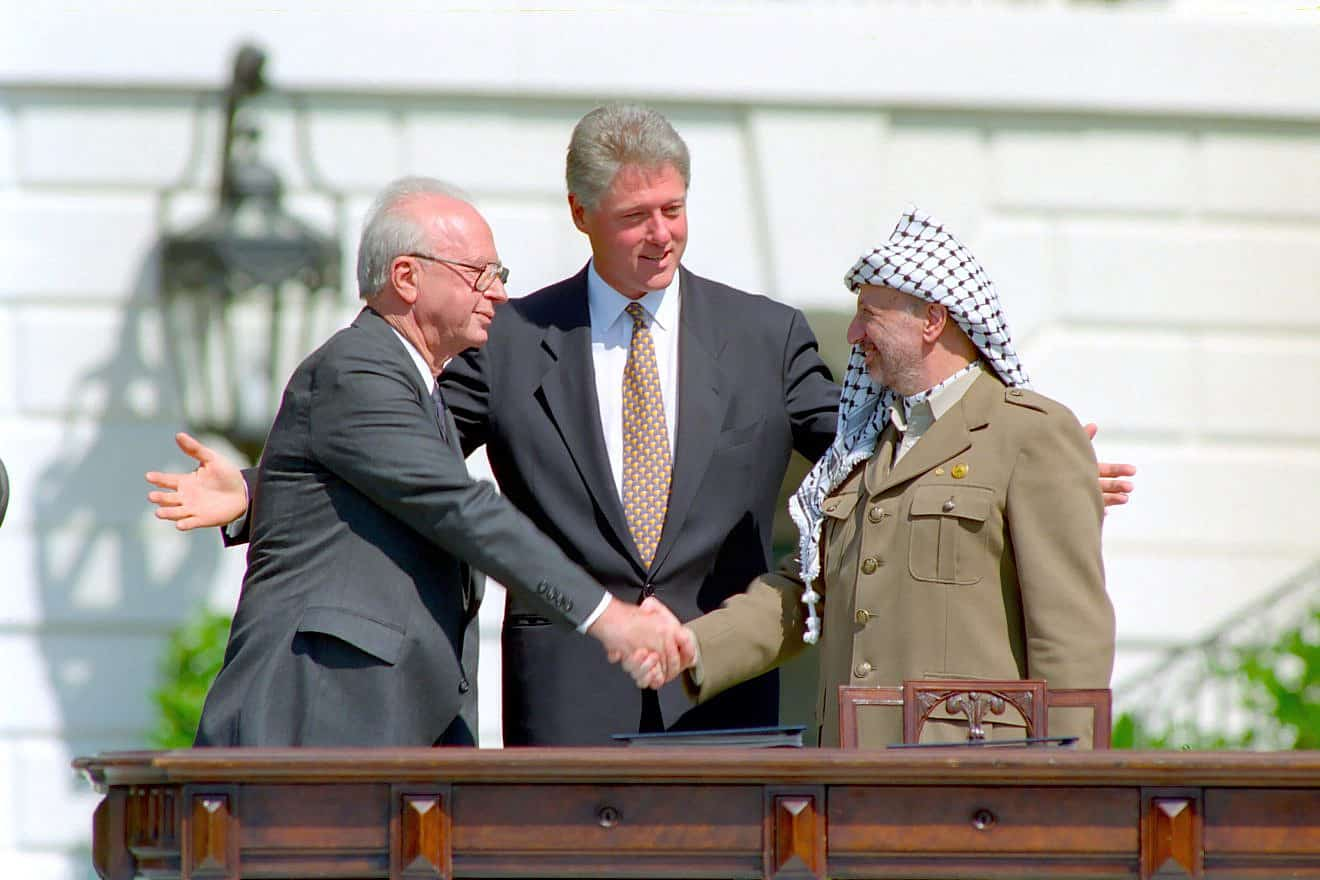
Icchak Rabin, Bill Clinton i Arafat po podpisaniu porozumienia, 13 września 1993

Na początku lat 90. Arafat i czołowi urzędnicy al-Fatahu zaangażowali serię tajnych rozmów i negocjacji z rządem Izraela które doprowadziły w 1993 roku do zawarcia porozumień w Oslo. Arafat uznał Izrael w imieniu OWP, a ponadto wyrzekł się przemocy w walce o niepodległość, premier Izraela Icchak Rabin uznał natomiast OWP. Porozumienia między Izraelem i OWP wzywały do ustanowienia w przeciągu pięciu lat palestyńskiego samostanowienia w części Zachodniego Brzegu i Stefy Gazy. Umowa zobowiązywała również do natychmiastowego przerwania i stopniowego usuwania osiedli żydowskich na tych obszarach. Na mocy umów utworzona miała być policja palestyńska patrolująca obszary samostanowienia, grupa złożona miała być z lokalnych rekrutów i Palestyńczyków przebywających za granicą. Palestyński rząd tymczasowy przejął kontrolę nad Palestyną w różnych dziedzinach w tym nad kulturą i oświatą, opieką społeczną, systemem podatków bezpośrednich i turystyką. Obie strony zgodziły się również na utworzenie komitetów które ustanowiły koordynację palestyńsko-izraelskiej współpracy gospodarczej.
W 1994 roku, Arafat, Rabin oraz Szimon Peres otrzymali Pokojową Nagrodę Nobla w dowód zasług za wypracowanie porozumienia. Palestyńczycy przyjęli porozumienie w mieszany sposób. Bardziej radykalne grupy OWP i islamiści pozostawali w opozycji wobec umowy, która została również odrzucona przez uchodźców palestyńskich w Libanie, Syrii i Jordanii, a także przez wielu intelektualistów i lokalnych przywódców z terytoriów palestyńskich. Mimo głosów sprzeciwu mieszkańcy Palestyny na ogół z zadowoleniem przyjęli umowę oraz obietnicę Arafata który obiecywał im pokój i dobrobyt gospodarczy. Wraz z porozumieniami powstała Autonomia Palestyńska.

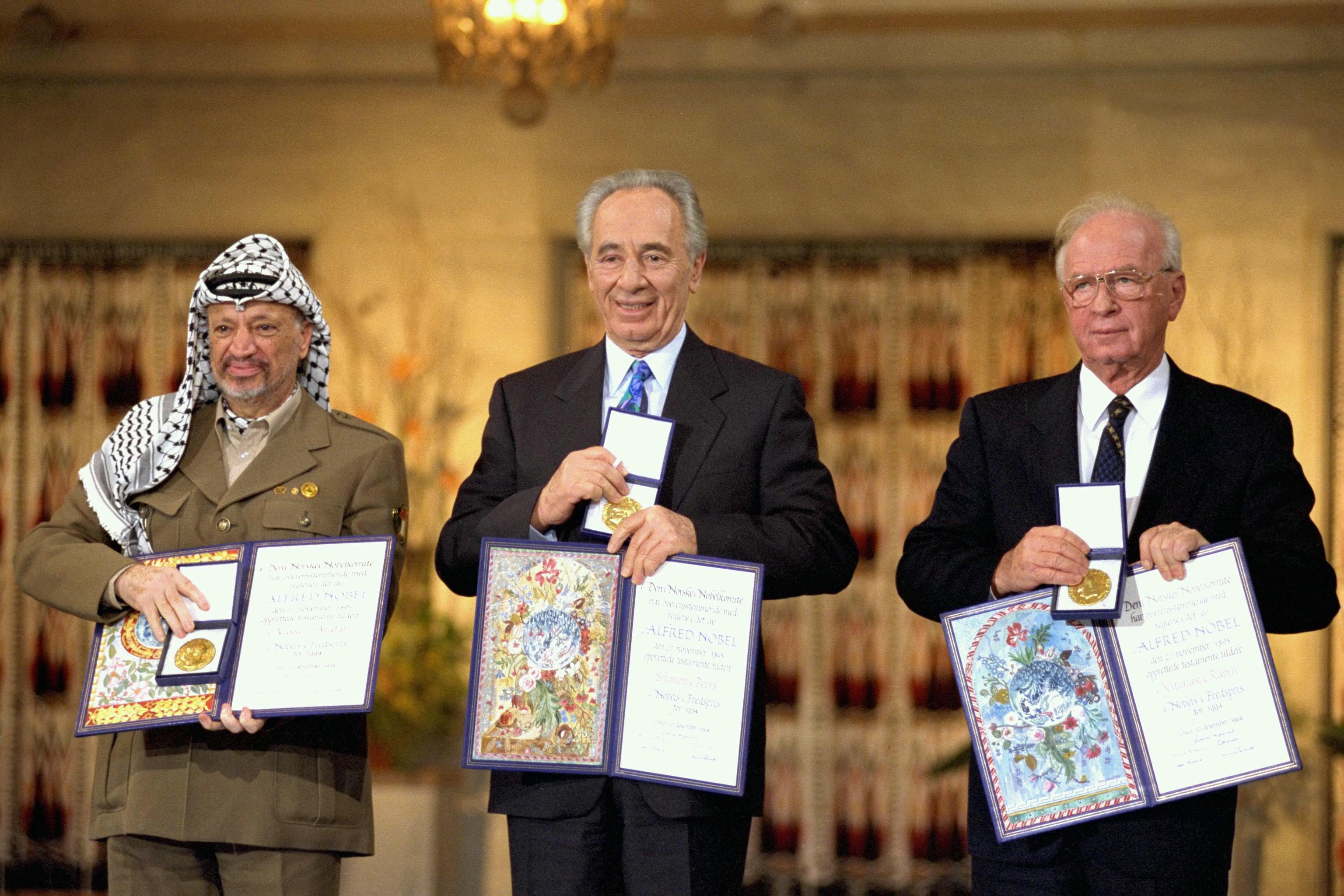
Z pozostałymi laureatami Pokojowej Nagrody Nobla w 1994 roku, Szymonem Peresem i Icchakiem Rabinem, w Oslo

#### Organizacja Autonomii Palestyńskiej
Zgodnie z warunkami porozumienia z Oslo, Arafat został zobowiązany do utworzenia struktur władzy OWP na Zachodnim Brzegu i w Strefie Gazy. Próbował zdobyć wsparcie finansowe niezbędne do utworzenia nowych struktur władzy i do zabezpieczenia warunków umowy z Oslo, spotykało to się jednak z niechęcią arabskich państw regionu Zatoki Perskiej które odmawiały udzielania OWP większych dotacji z powodu sympatii Arafata do Iraku w trakcie trwania I wojny w Zatoce Perskiej w 1991 roku. OWP była na tyle osłabiona, że Ahmad Kuraj będący jednym z kluczowych negocjatorów al-Fatahu w Oslo, ogłosił, że OWP znajduje się w stanie bankructwa.
W 1994 roku przeniósł się do miasta Gaza znajdującego się pod kontrolą Palestyńskich Władz Narodowych będących tymczasowym rządem utworzonym dzięki porozumieniom w Oslo. Arafat został prezydentem i premierem Władz Narodowych, dowódcą Palestyńskiej Armii Wyzwoleńczej i przewodniczącym Parlamentu Autonomii Palestyńskiej (Rada Legislacyjna Autonomii Palestyńskiej). W lipcu 1994 roku Władze Narodowe zostały oficjalnie uznane za rząd palestyński oraz przyjęta została Palestyńska Karta Narodowa. Z czasem zaczął tworzyć struktury Władz Narodowych oraz przyczynił się do wymiany rad miejskich i burmistrzów w dużych miastach tj. Gaza czy Nablus. Zaczął podporządkowywać OWP organizacje pozarządowe zajmujące się edukacją, zdrowiem i sprawami społecznymi. Został również przewodniczącym palestyńskiej organizacji finansowanej utworzonej przez Bank Światowy do kontroli pomocy pieniężnej płynącej do Palestyny. 13 maja 1994 roku powołał policję o nazwie Prewencyjne Służby Bezpieczeństwa, organ ten składał się głównie z żołnierzy Palestyńskiej Armii Wyzwoleńczej i palestyńskich ochotników z zagranicy, przewodniczącym organizacji mianował Mohammeda al-Dahlana oraz Dżibrila al-Rajuba (zwanego jako Abu Rami).
W okresie od listopada do grudnia 1995 roku, Arafat przeprowadził ewakuację sił izraelskich z dziesiątek palestyńskich miast i miasteczek w tym Dżaninu, Ramallahu, Nablusu, Al-Biry, Kalkilji i Tulkarm. 20 stycznia 1996 roku Arafat został wybrany na prezydenta Autonomii Palestyńskiej. Otrzymał 87% głosów (kontrkandydatem była Samiha Khalil, znana działaczka ruchu charytatywnego). Niezależni obserwatorzy międzynarodowi stwierdzili, że wybory były wolne i uczciwe, były one jednak ograniczone ze względu na ich bojkot przez Hamas, DFWP i kilka innych radykalnych ruchów opozycyjnych. Zwycięstwo wyborcze Arafata zagwarantowało al-Fatahowi 51 miejsc na 88 w Radzie Legislacyjnej Autonomii Palestyńskiej. Następne wybory zostały wyznaczone na styczeń 2002 roku, ale potem odłożone na skutek niemożliwości prowadzenia kampanii wskutek ataków izraelskich i ograniczenia prawa do poruszania się na terytoriach okupowanych przez Izrael. W 1997 roku Rada Legislacyjna Autonomii Palestyńskiej oskarżyła Władze Narodowe o złe zarządzanie finansami powodując tym samym rezygnację czterech ministrów Arafata.
W latach 90. XX wieku islamistyczne grupy takie jak Hamas i Islamski Dżihad coraz bardziej zagrażały Arafatowi. Grupy te nie znajdowały się pod kontrolą OWP, a ponadto aktywnie zwalczały Al-Fatah (choć niektórzy twierdzą, że działania tych grup były tolerowane przez Arafata jako środek nacisku na Izrael).

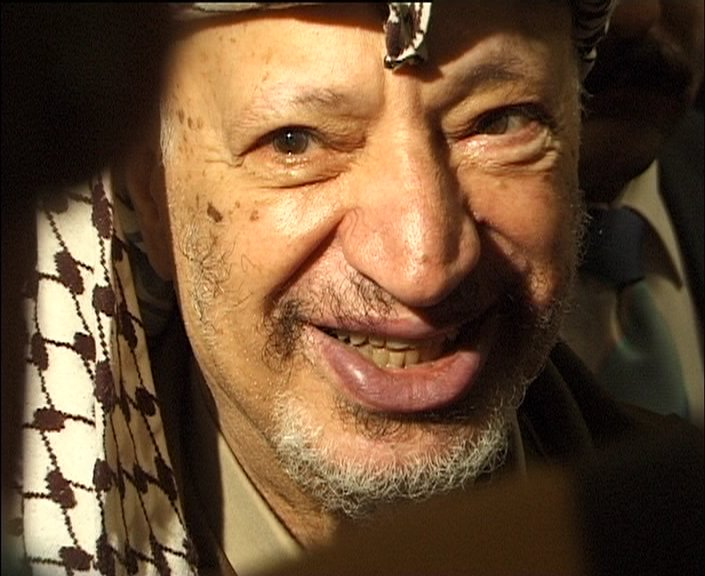
Jasir Arafat w 1999 roku

#### Klęska negocjacji pokojowych i Intifada Al-Aksa
Na początku 1996 roku premierem Izraela został Binjamin Netanjahu. W okresie jego rządów stosunki między Palestyną i Izraelem uległy pogorszeniu. Pomimo porozumienia na linii Izrael-OWP, Netanjahu sprzeciwiał się idei niepodległego państwa palestyńskiego, a także utrudniał realizację porozumień z Oslo. W 1998 roku interweniował Bill Clinton, organizując spotkanie obu przywódców. Rezultatem spotkania było wydanie wspólnego Memorandum Wye River z 23 października 1998 roku. Arafat kontynuował negocjacje z następcą Netanjahu, którym był Ehud Barak. W czasie rozmów w trakcie szczytu w Camp David z lipca 2000 roku Barak (było to częściowo spowodowane naciskami ze strony Clintona oraz rywalizacją polityczną w Izraelu) zaoferował Palestyńczykom państwo składające się z 73 procent Zachodniego Brzegu i całości Strefy Gazy, ze wschodnią Jerozolimą jako stolicą. Zaproponował również powrót na te tereny ograniczonej liczby uchodźców palestyńskich oraz niesprecyzowaną rekompensatą dla pozostałych. Pomimo nacisku Clintona Arafat odrzucił ofertę jako niewystarczająca.
We wrześniu wybuchła druga Intifada wywołana prowokacyjną wizytą izraelskiego polityka, Ariela Szarona w meczecie Al-Aksa, uważanym przez muzułmanów za święte miejsce. Po wybuchu powstania najbliższa rodzina Arafata przeniosła do Paryża, a on sam kontynuował rozmowy pokojowe. W styczniu 2001 roku wziął udział na szczycie w egipskim mieście Taba. Barak przedstawił korzystniejszą ofertę, która została pozytywnie oceniona przez Palestyńczyków. W międzyczasie jednak izraelski premier wycofał się z negocjacji po czym utracił władzę po wyborczej porażce. Nowy premier którym był Ariel Szaron, zablokował dalsze negocjacje. W styczniu 2002 roku w odwecie za atak na izraelskie miasto Hadera, z inicjatywy nowego premiera rozpoczęto blokadę siedziby Arafata w Ramallahu, tym samym doszło do jego faktycznej izolacji. Decyzję o blokadzie wsparł prezydent USA George W. Bush, który określił Arafata jako przeszkodę do osiągnięcia pokoju.
W marcu 2002 roku po atakach bojowników palestyńskich, Szaron zorganizował operacje Ochronna Tarcza skierowaną przeciwko siłom palestyńskim. Szaron, który wcześniej zażądał, aby Arafat opowiedział się przeciwko zamachom, oświadczył, że Arafat wspiera terrorystów i stawia się w pozycji wroga Izraela, niezdolnego do prowadzenia jakichkolwiek negocjacji pokojowych. Wkrótce nastąpiła inwazja wojsk izraelskich na Zachodni Brzeg, której skutkiem była śmierć kilkuset Palestyńczyków i zrównanie z ziemią całych kwartałów mieszkalnych. 3 maja zgodzono się, aby Arafat opuścił oblężoną siedzibę, w zamian za obietnicę wystosowania apelu do Palestyńczyków o wstrzymanie ataków na Izrael. 8 maja takie oświadczenie zostało wygłoszone, ale podobnie jak w poprzednich przypadkach, zostało zignorowane przez palestyńskie organizacje. 19 września izraelskie wojsko przy użyciu buldożerów zniszczyło dotychczasową siedzibę Arafata, a on sam został zmuszony do opuszczenie terenów Zachodniego Brzegu kontrolowanego przez siły izraelskie. Arafat został ponadto zmuszony do wydania Izraelowi sześciu poszukiwanych przez ten kraj członków Ludowego Frontu Wyzwolenia Palestyny w tym sekretarza generalnego partii, Ahmeda Sadata. Członkowie LFWP zostali przetransportowani do Jerycha, gdzie zostali umieszczeni w areszcie pod nadzorem międzynarodowym.
6 maja 2002 roku rząd izraelski opublikował raport, oparty według niego na dokumentach przechwyconych w czasie zajęcia siedziby Arafata w Ramallah. Według ustaleń raportu Arafat wspierał finansowo działalność Brygad Męczenników Al-Aksy. Raport został odebrany sceptycznie, Izraelczycy nie dopuścili bowiem niezależnych obserwatorów do zbadania dokumentów.
W 2003 roku w obliczu presji Stanów Zjednoczonych zrezygnował ze stanowiska premiera na rzecz Mahmuda Abbasa. 18 czerwca 2004 roku prezydent USA, George W. Bush, odrzucił Arafata jako uczestnika dalszych negocjacji pokojowych (choć on sam w trakcie intifady cieszył się rekordowym poparciem). Izrael rozpoczął poszukiwanie nowego lidera palestyńskiego z którym mógłby prowadzić rozmowy pokojowe. Do roli następcy Arafata wyrastał Marwan al-Barghusi, jednak został on w 2002 roku aresztowany przez Izrael, a następnie skazany na dożywotnie więzienie (za działalność w Brygadach Męczenników Al-Aksy).
Spornym tematem jest stosunek Arafata do drugiej intifady, a szczególnie działań Hamasu. W 2010 roku lider Hamasu w Strefie Gazy, Mahmoud al-Zahar stwierdził, że w 2000 roku Arafat przeczuwając klęskę rozmów palestyńsko-izraelskich, namawiał Hamas do ataków na Izrael. Niektóre źródła informują także o koneksjach Arafata z Brygadami Męczenników Al-Aksy, uważanymi za frakcję wojskową al-Fatah.

### Choroba i śmierć

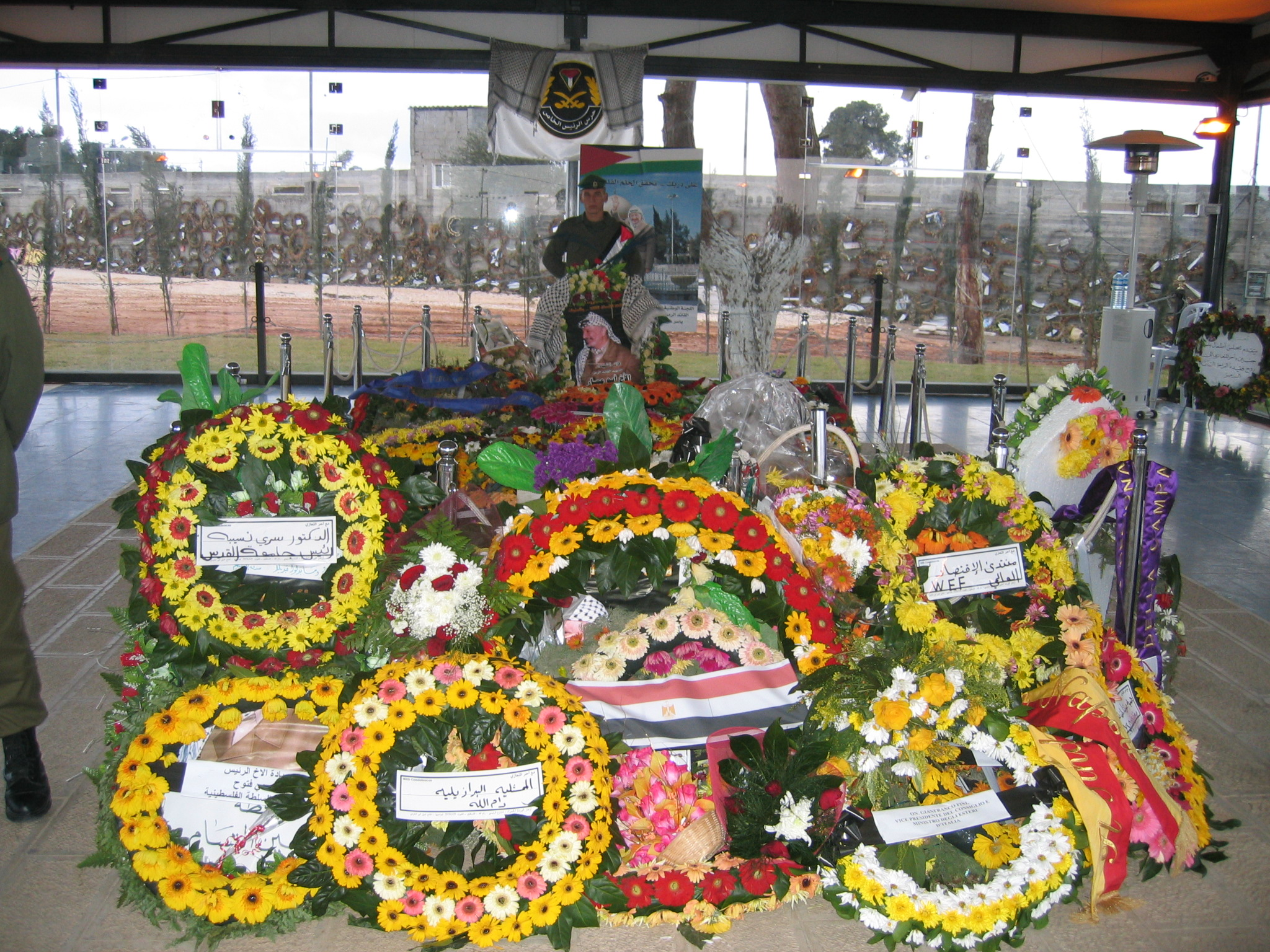
Grób Jasira Arafata w Ramallah

25 października 2004 roku pojawiły się informacje o chorobie Arafata po tym, jak zwymiotował na spotkaniu. Władze palestyńskie stwierdziły, że to grypa. W ciągu następnych dni stan przywódcy ciągle się pogarszał, aż 27 października stracił na 10 minut przytomność. Po konsultacjach z lekarzami oraz uzyskaniu zgody Izraela na ewentualny powrót, Arafat został przewieziony do szpitala wojskowego Percy pod Paryżem. Mimo opieki lekarskiej jego stan się pogarszał. 3 listopada Arafat zapadł w śpiączkę. Przez następny tydzień co chwila stwierdzano, że Arafat albo jest w stanie śpiączki, albo jest w stanie wegetatywnym, a nawet, że umarł. 11 listopada 2004, o 3:30 czasu miejscowego, podano do publicznej wiadomości informację o jego śmierci. W związku z jego śmiercią w Autonomii Palestyńskiej ogłoszono czterdziestodniową żałobę narodową i zamknięto szkoły, urzędy i wiele sklepów. Trzydniową żałobę narodową ogłosiły także Egipt, Tunezja, Jordania, Liban, Libia, Katar, Maroko, Jemen, Pakistan, Korea Północna, Indie, Bangladesz, i Kuba. Został pochowany w mauzoleum, w pobliżu kwatery Mukata w Ramallah.
Kilka miesięcy przed śmiercią, według relacji Tajsira Abu Saady, byłego snajpera Al-Fatahu, Arafat przeszedł świadomie na chrześcijaństwo.
Przyczyna śmierci Arafata stała się przedmiotem spekulacji. Początkowo jeden z lekarzy w szpitalu Percy twierdził, że Arafat chorował na małopłytkowość samoistną. Później pojawiły się hipotezy dotyczące otrucia lub AIDS. Wyjaśnienia przyczyny śmierci przywódcy nie ułatwił fakt, że nie przeprowadzono sekcji zwłok, czemu rzekomo sprzeciwiała się jego żona, Suha (opowiedziała się za ekshumacją dopiero w 2012).
Przeprowadzone w Szwajcarii w 2012 roku badania ubrań, które Arafat nosił przed śmiercią, wykazały podwyższoną zawartość radioaktywnego polonu 210. Polonem 210 otruty został między innymi Aleksandr Litwinienko. W listopadzie 2012 roku przeprowadzono ekshumację zwłok w celu ustalenia, czy został on otruty. Po ekshumacji został on ponownie pochowany. Próbki przekazano ekspertom ze Szwajcarii, Francji oraz Rosji, którzy przeanalizowali je w laboratoriach w swoich krajach. 6 listopada 2013 arabska telewizja satelitarna Al-Dżazira opublikowała raport, w którym poinformowała, że przeprowadzone przez szwajcarskie laboratorium w Lozannie analizy próbek z ciała Jasira Arafata podtrzymały hipotezę, że jego śmierć mogła być wynikiem otrucia polonem 210.

## Transakcje finansowe i majątek
W sierpniu 2002 izraelski wywiad wojskowy stwierdził, że majątek Arafata jest wart 1,3 mld USD. Nie było dowodów na poparcie tej tezy.
W 2003 amerykański magazyn Forbes w swoim corocznym sprawozdaniu stwierdził, że majątek Arafata jest wart co najmniej 300 mln USD, ale także nie miał dowodów na poparcie swej tezy.
Również w 2003 roku audyt Międzynarodowego Funduszu Walutowego stwierdził, iż Arafat przelał 900 mln USD z publicznych pieniędzy na specjalne konto bankowe, kontrolowane przez jego samego i jego osobistego doradcę finansowego. Stwierdzono również, że pieniądze te zostały wydane na inwestycje państwowe.